# SC Sagamihara
SC Sagamihara (japonsky SC相模原) je japonský fotbalový klub z města Sagamihara hrající v J3 League. Klub byl založen v roce 2008. V roce 2014 se připojili do J.League, profesionální japonské fotbalové ligy. Svá domácí utkání hraje na Sagamihara Gion Stadium.